# 羽黒海憲司
羽黒海 憲司 （はぐろうみ けんじ、1966年4月22日 - 2019年11月3日）は、大阪府高槻市出身の元大相撲力士。戸籍名は田中 憲二（たなか けんじ）（旧姓：津熊）。血液型はB型。
引退後は立浪部屋に残って世話人として活動した。

## 来歴
1966年4月22日に大阪府高槻市で生まれる。1983年9月場所において立浪部屋から初土俵を踏み、関取昇進は果たせなかったものの幕下以下を20年も長く務め、2003年11月場所を最後に現役を引退した（番付には2004年1月場所まで記載された）。引退後は日本相撲協会に残留し、この時に定員が8名から13名に増加された世話人に就任した。2004年2月中旬にはホテルニューオータニで断髪式が行われた。
2010年5月場所に脊髄炎を発症して本場所の職務を欠勤。以降は入退院を繰り返していたとされる。
2019年11月3日の早朝に死去したことが立浪部屋の公式Facebookで公表された、53歳没。同年9月場所後に体調を崩したという。亡くなる一週間前に急変、脳梗塞も併発し、死因は慢性腎不全とされた。親族の意向により、葬儀は家族葬で執り行われ、12月に「お別れの会」が開かれたとされる。

## エピソード
現役時代は長らく双羽黒光司の付け人を担当していたが、1987年10月に巡業先で他の付け人が双羽黒から暴行を受け、当該付け人を含む6人と共に脱走する騒動が勃発した。この一連の騒動を引き起こした力士が羽黒海であるとも言われたが、当の羽黒海は脱走した力士の中で最初に帰参の意思を示したという。双羽黒は同年12月に6代立浪（元関脇安念山）との対立の末に脱走、そのまま廃業したが、それから16年後の2003年、代替わりした7代立浪（元小結旭豊）に双羽黒（北尾光司）をアドバイザーとして招聘することを提案し、立浪も承諾したことで双羽黒を協会非公式ながら角界へ復帰させる仲介役を務めた。
2000年5月場所朝ノ霧が千代白鵬との取組で不浄負けを喫した際、次の取組の為に控えに居て”その瞬間”を目撃していたとされる。
日本人離れした風貌が特徴で、現役時代は街では10人が10人、外国人と間違え、話し掛けることもあったと言う。羽黒海自身はハーフでもない純日本人で、日本語しか話せない。また、若手時代、力士運動会の仮装行列でプロレスラー、タイガー・ジェット・シンに扮し大受けだった。

## 主な成績
- 通算成績：420勝425敗2休（122場所）

| | 一月場所 初場所（東京） | 三月場所 春場所（大阪） | 五月場所 夏場所（東京） | 七月場所 名古屋場所（愛知） | 九月場所 秋場所（東京） | 十一月場所 九州場所（福岡） |
| --- | ----------------------- | ----------------------- | ----------------------- | --------------------------- | ----------------------- | --------------------------- |
| 1983年 （昭和58年） | x                       | x                       | x                       | x                           | （前相撲）              | 東序ノ口51枚目 3–4          |
| 1984年 （昭和59年） | 西序ノ口33枚目 5–2      | 西序二段111枚目 2–5     | 東序二段133枚目 2–5     | 西序ノ口18枚目 3–4          | 東序ノ口21枚目 3–4      | 東序ノ口21枚目 5–2          |
| 1985年 （昭和60年） | 西序二段112枚目 4–3     | 西序二段88枚目 3–4      | 西序二段103枚目 4–3     | 西序二段79枚目 5–2          | 西序二段37枚目 3–4      | 西序二段47枚目 2–5          |
| 1986年 （昭和61年） | 西序二段74枚目 5–2      | 東序二段26枚目 3–4      | 西序二段48枚目 3–4      | 東序二段67枚目 5–2          | 西序二段29枚目 6–1      | 東三段目69枚目 3–4          |
| 1987年 （昭和62年） | 西三段目83枚目 4–3      | 西三段目58枚目 1–6      | 西三段目94枚目 4–3      | 西三段目79枚目 4–3          | 東三段目64枚目 3–4      | 東三段目79枚目 3–4          |
| 1988年 （昭和63年） | 東三段目91枚目 4–3      | 東三段目72枚目 4–3      | 東三段目54枚目 4–3      | 東三段目37枚目 3–4          | 西三段目55枚目 4–3      | 西三段目35枚目 5–2          |
| 1989年 （平成元年） | 東三段目4枚目 4–3       | 東幕下49枚目 3–4        | 東三段目筆頭 4–3        | 西幕下49枚目 2–5            | 西三段目9枚目 5–2       | 東幕下42枚目 4–3            |
| 1990年 （平成2年） | 西幕下35枚目 4–2–1      | 東幕下29枚目 4–3        | 西幕下19枚目 3–4        | 東幕下27枚目 3–4            | 西幕下35枚目 5–2        | 東幕下17枚目 2–5            |
| 1991年 （平成3年） | 東幕下37枚目 6–1        | 東幕下17枚目 3–4        | 東幕下25枚目 5–2        | 西幕下13枚目 3–4            | 東幕下20枚目 4–3        | 東幕下12枚目 4–3            |
| 1992年 （平成4年） | 西幕下10枚目 4–3        | 東幕下7枚目 3–4         | 東幕下15枚目 4–3        | 東幕下9枚目 4–3             | 東幕下7枚目 2–5         | 東幕下23枚目 4–3            |
| 1993年 （平成5年） | 東幕下16枚目 4–3        | 西幕下12枚目 3–4        | 西幕下19枚目 6–1        | 東幕下6枚目 2–5             | 東幕下20枚目 4–3        | 西幕下15枚目 4–3            |
| 1994年 （平成6年） | 東幕下10枚目 4–3        | 東幕下7枚目 2–5         | 東幕下22枚目 3–4        | 東幕下31枚目 1–6            | 東幕下59枚目 6–1        | 東幕下30枚目 3–4            |
| 1995年 （平成7年） | 西幕下43枚目 4–3        | 東幕下32枚目 5–2        | 西幕下18枚目 2–5        | 東幕下37枚目 5–2            | 東幕下22枚目 3–4        | 西幕下29枚目 5–2            |
| 1996年 （平成8年） | 東幕下17枚目 2–5        | 東幕下37枚目 2–5        | 東幕下55枚目 4–3        | 東幕下44枚目 2–5            | 西幕下60枚目 5–2        | 西幕下42枚目 1–6            |
| 1997年 （平成9年） | 東三段目10枚目 3–4      | 西三段目25枚目 3–4      | 東三段目47枚目 4–3      | 東三段目31枚目 2–5          | 東三段目60枚目 1–6      | 西三段目93枚目 4–3          |
| 1998年 （平成10年） | 東三段目76枚目 4–3      | 東三段目57枚目 5–2      | 東三段目28枚目 5–2      | 東三段目3枚目 1–6           | 東三段目36枚目 4–3      | 西三段目24枚目 3–4          |
| 1999年 （平成11年） | 東三段目36枚目 3–4      | 西三段目53枚目 3–4      | 西三段目72枚目 3–4      | 西三段目84枚目 5–2          | 西三段目54枚目 3–4      | 西三段目68枚目 3–4          |
| 2000年 （平成12年） | 西三段目87枚目 4–3      | 西三段目69枚目 4–3      | 東三段目51枚目 3–4      | 西三段目70枚目 4–3          | 西三段目57枚目 4–3      | 西三段目38枚目 1–6          |
| 2001年 （平成13年） | 西三段目70枚目 4–3      | 東三段目54枚目 2–5      | 東三段目75枚目 4–3      | 西三段目56枚目 3–4          | 東三段目71枚目 3–4      | 西三段目89枚目 3–4          |
| 2002年 （平成14年） | 東序二段10枚目 4–3      | 西三段目91枚目 3–4      | 西序二段11枚目 3–4      | 西序二段23枚目 3–4          | 西序二段46枚目 4–2–1    | 西序二段24枚目 5–2          |
| 2003年 （平成15年） | 西三段目90枚目 2–5      | 西序二段21枚目 4–3      | 東序二段筆頭 3–4        | 東序二段21枚目 5–2          | 西三段目89枚目 2–5      | 東序二段17枚目 1–6          |
| 2004年 （平成16年） | 東序二段59枚目 引退 –   | x                       | x                       | x                           | x                       | x                           |
| 各欄の数字は、「勝ち-負け-休場」を示す。 優勝 引退 休場 十両 幕下 三賞：敢=敢闘賞、殊=殊勲賞、技=技能賞 その他：★=金星 番付階級：幕内 - 十両 - 幕下 - 三段目 - 序二段 - 序ノ口 幕内序列：横綱 - 大関 - 関脇 - 小結 - 前頭（「#数字」は各位内の序列） |                         |                         |                         |                             |                         |                             |

## 改名歴
- 立田仲 憲司（たつたなか けんじ）：1983年9月場所 - 1993年5月場所
- 羽黒海 憲司（はぐろうみ - ）：1993年7月場所 - 2004年1月場所